# Bawden Rocks
Bawden Rocks är ett par små klippöar i Storbritannien. De ligger i riksdelen England, i den södra delen av landet, 400 km väster om huvudstaden London. Närmaste större samhälle är Camborne, 14,1 km söder om Bawden Rocks.